# Dame von Villers-Carbonnel
Die  Dame von Villers-Carbonnel ist eine  Terrakottafigurine aus dem Neolithikum, die bei der Sondierung der Trasse des Canal Seine-Nord Europe in Villers-Carbonnel, am linken Ufer der Somme, bei Péronne, im Osten des Département Somme in der Picardie in Frankreich entdeckt wurde.
Bei der Ausgrabung von 2011 wurde eine Fläche von 4,5 Hektar untersucht und die etwa 21 cm große zerbrochene Terrakotta-Statuette in den Resten eines zerstörten Ofens entdeckt. Es handelt sich bei der Skulptur um die abstrakte Darstellung eines weiblichen Körpers, das Gesäß und die Brüste sind modelliert. Die Arme sind durch Wülste angedeutet. Der Kopf ohne Gesicht ist als Kegel ohne Details gearbeitet. Die Dame von Villers-Carbonnel wird der neolithischen Kultur des Chasséen (4300–3600 v. Chr.) zugeordnet. Weibliche Darstellungen dieser Art sind in Frankreich sehr selten, im Mittelmeerraum vom Nahen Osten bis zur Grenze Westeuropas jedoch häufig belegt.
Archäologen konnten während ihrer Untersuchungen in der Gemarkung Sole d’Happlincourt in Villers-Carbonnel und Bois de Briost in Saint-Christ-Briost zwei Phasen einer ungewöhnlich ausgedehnten Befestigung nachweisen. Die ältere Anlage wurde durch eine Palisade gebildet und schloss eine Fläche von geschätzten 6 Hektar ein. Umgeben wurde sie von einer jüngeren Befestigung aus einer Palisade, die zusätzlich von einem Graben begleitet wurde. Die von ihr eingefasste Fläche wird auf annähernd 20 Hektar geschätzt und schützte zahlreiche, archäologisch nachgewiesene Strukturen, darunter Gebäude, Gräben, Öfen und Pfostenlöcher. Trotz des Fundes zahlreicher Knochen in einem der Öfen ist seine Deutung als Kochstelle ungesichert. Im keramischen Inventar befanden sich zahlreiche Gefäße mit Hals, Flaschen, Backteller und ritzverzierte Gefäße.